# Agathe (femme d'Édouard l'Exilé)
Pour les articles homonymes, voir Agathe.
Agathe ou Agatha est l'épouse du prince anglo-saxon Édouard l'Exilé (mort en 1057) et la mère de la reine Marguerite d'Écosse. Ses origines sont obscures et font l'objet de plusieurs théories. Les deux plus populaires font d'elle la fille du margrave allemand Liudolf de Brunswick ou du grand-prince de Kiev Iaroslav le Sage.

## Biographie
On ne sait rien de l’enfance d’Agathe, et les spéculations à ce sujet sont inextricablement liées au problème de l’identité de son père. La naissance de ses enfants étant généralement placée dans les années 1040-1050, sa propre date de naissance est probablement antérieure à 1030. Elle se rend en Angleterre avec son mari et ses enfants en 1057, mais devient veuve peu de temps après son arrivée.
Après la conquête normande de l'Angleterre, elle s’enfuit avec ses enfants en Écosse en 1067 pour se réfugier auprès de Malcolm III, qui épouse quelques années plus tard sa fille Marguerite. Siméon de Durham indique qu'elle est encore vivante en 1070 dans son Historia regum ; il s'agit de sa dernière mention dans les sources.

## Descendance

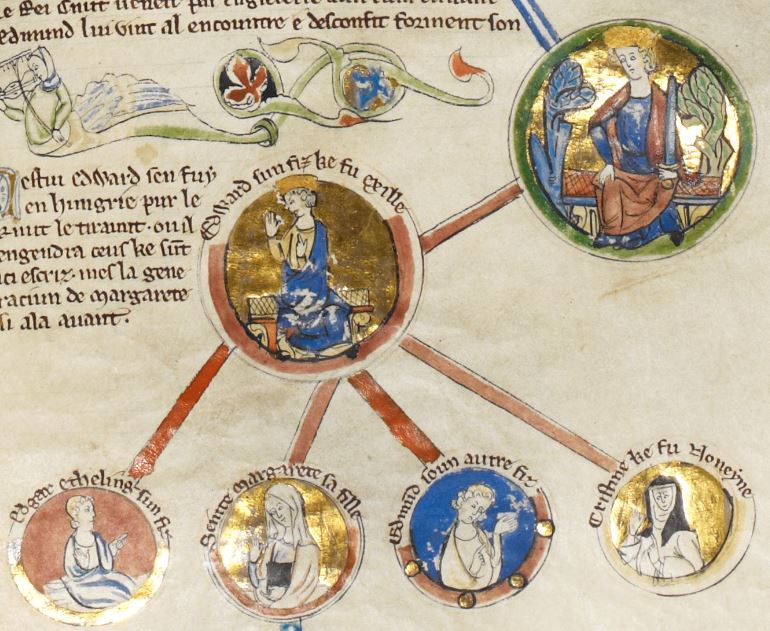
Édouard l'Exilé, son père et ses enfants dans un manuscrit généalogique du XIIIe siècle (BL Royal MS 14 B V).

Agathe et Édouard ont trois enfants :
- Marguerite (vers 1045 – 1093), épouse du roi d'Écosse Malcolm III ;
- Christine (morte après 1093), entrée dans les ordres ;
- Edgar Ætheling (vers 1051 – vers 1126).

L’onomastique des descendants d'Agathe a été mise à contribution pour élucider ses origines. Son prénom est rare en Europe occidentale à cette époque. Ceux de ses enfants et petits-enfants proviennent en bonne partie du fonds onomastique anglo-saxon, ce qui est logique puisque son mari appartient à la maison de Wessex, mais certains sont plus atypiques et pourraient trahir des origines orientales : le sien, ceux de ses filles Christine et Marguerite, et ceux de ses petits-enfants Alexandre, David et Marie.
|  |  |         |         |         |         |         |         |  |  |        |        |        |        | Édouard | Édouard | Édouard | Édouard | Édouard   | Édouard   |           |           | Agathe    | Agathe    | Agathe | Agathe | Agathe     | Agathe     |            |            |            |            |  |  |             |             |             |             |             |             |  |  |       |       |       |       |       |       |  |  |       |       |       |       |       |       |  |  |       |       |       |       |       |       |  |  |  |  |
|  |  |         |         |         |         |         |         |  |  |        |        |        |        | Édouard | Édouard | Édouard | Édouard | Édouard   | Édouard   |           |           | Agathe    | Agathe    | Agathe | Agathe | Agathe     | Agathe     |            |            |            |            |  |  |             |             |             |             |             |             |  |  |       |       |       |       |       |       |  |  |       |       |       |       |       |       |  |  |       |       |       |       |       |       |  |  |  |  |
|  |  |         |         |         |         |         |         |  |  |        |        |        |        |         |         |         |         |           |           |           |           |           |           |        |        |            |            |            |            |            |            |  |  |             |             |             |             |             |             |  |  |       |       |       |       |       |       |  |  |       |       |       |       |       |       |  |  |       |       |       |       |       |       |  |  |  |  |
|  |  |         |         |         |         |         |         |  |  |        |        |        |        |         |         |         |         |           |           |           |           |           |           |        |        |            |            |            |            |            |            |  |  |             |             |             |             |             |             |  |  |       |       |       |       |       |       |  |  |       |       |       |       |       |       |  |  |       |       |       |       |       |       |  |  |  |  |
|  |  |         |         |         |         |         |         |  |  | Edgar  | Edgar  | Edgar  | Edgar  | Edgar   | Edgar   |         |         | Christine | Christine | Christine | Christine | Christine | Christine |        |        | Marguerite | Marguerite | Marguerite | Marguerite | Marguerite | Marguerite |  |  | Malcolm III | Malcolm III | Malcolm III | Malcolm III | Malcolm III | Malcolm III |  |  |       |       |       |       |       |       |  |  |       |       |       |       |       |       |  |  |       |       |       |       |       |       |  |  |  |  |
|  |  |         |         |         |         |         |         |  |  | Edgar  | Edgar  | Edgar  | Edgar  | Edgar   | Edgar   |         |         | Christine | Christine | Christine | Christine | Christine | Christine |        |        | Marguerite | Marguerite | Marguerite | Marguerite | Marguerite | Marguerite |  |  | Malcolm III | Malcolm III | Malcolm III | Malcolm III | Malcolm III | Malcolm III |  |  |       |       |       |       |       |       |  |  |       |       |       |       |       |       |  |  |       |       |       |       |       |       |  |  |  |  |
|  |  |         |         |         |         |         |         |  |  |        |        |        |        |         |         |         |         |           |           |           |           |           |           |        |        |            |            |            |            |            |            |  |  |             |             |             |             |             |             |  |  |       |       |       |       |       |       |  |  |       |       |       |       |       |       |  |  |       |       |       |       |       |       |  |  |  |  |
|  |  |         |         |         |         |         |         |  |  |        |        |        |        |         |         |         |         |           |           |           |           |           |           |        |        |            |            |            |            |            |            |  |  |             |             |             |             |             |             |  |  |       |       |       |       |       |       |  |  |       |       |       |       |       |       |  |  |       |       |       |       |       |       |  |  |  |  |
|  |  | Édouard | Édouard | Édouard | Édouard | Édouard | Édouard |  |  | Edmond | Edmond | Edmond | Edmond | Edmond  | Edmond  |         |         | Ethelred  | Ethelred  | Ethelred  | Ethelred  | Ethelred  | Ethelred  |        |        | Edgar      | Edgar      | Edgar      | Edgar      | Edgar      | Edgar      |  |  | Alexandre   | Alexandre   | Alexandre   | Alexandre   | Alexandre   | Alexandre   |  |  | David | David | David | David | David | David |  |  | Édith | Édith | Édith | Édith | Édith | Édith |  |  | Marie | Marie | Marie | Marie | Marie | Marie |  |  |  |  |

## Origines

### Les sources médiévales

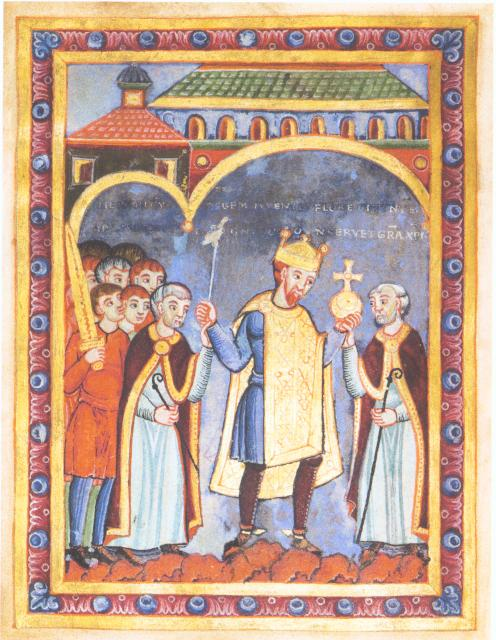
L'empereur Henri III (empereur du Saint-Empire) dans une miniature du milieu du XIe siècle (Bibliothèque universitaire de Brême MS b. 21, fol. 3v).

De nombreuses sources médiévales évoquent les origines d’Agathe, mais elles sont souvent imprécises et contradictoires, voire manifestement fausses. La plus ancienne source existante, la Chronique anglo-saxonne, la présente comme apparentée à un « empereur Henri ». Cette information est reprise dans le Chronicon ex chronicis de Jean de Worcester et les tableaux généalogiques liés (parfois évoqués séparément sous le nom de Regalis prosapia Anglorum), ainsi que par Siméon de Durham et Ælred de Rievaulx. Ce dernier la décrit plus précisément comme la fille du frère de cet empereur Henri. Les Regalis prosapia Anglorum l'identifient à l'empereur Henri III (1017-1056), mais il pourrait également s'agir de son prédécesseur indirect Henri II (973-1024).
Des sources plus tardives et douteuses, comme la Chronique de Melrose, font d’Agathe la fille d’Henri, tandis que Matthieu Paris la décrit comme sœur de l’empereur (soror Henrici imperatoris Romani). Dans son Estoire des Engleis, Geoffroy Gaimar affirme qu’elle est la fille du roi et de la reine de Hongrie, mais il situe son mariage à une date où Édouard se trouvait apparemment encore à Kiev. Orderic Vital est d'accord avec Gaimar et indique que c'est le roi Salomon (1052-1087) qui est son père, bien qu'il soit contemporain des enfants d'Agathe. Guillaume de Malmesbury affirme qu'Agathe est la sœur d'une reine de Hongrie, rejoint en cela par Aubry de Trois-Fontaines. Ælred affirme plus vaguement que sa fille Marguerite est de sang royal anglais et hongrois.
Enfin, Roger de Hoveden et l'auteur anonyme des Leges Edwardi Confessoris indiquent qu’Édouard se marie avec une femme de rang noble durant son séjour à la cour du roi « Malesclodus » de Kiev. Les Leges précisent que la mère de Marguerite est de sang royal russe,.

### Les théories allemandes et hongroise

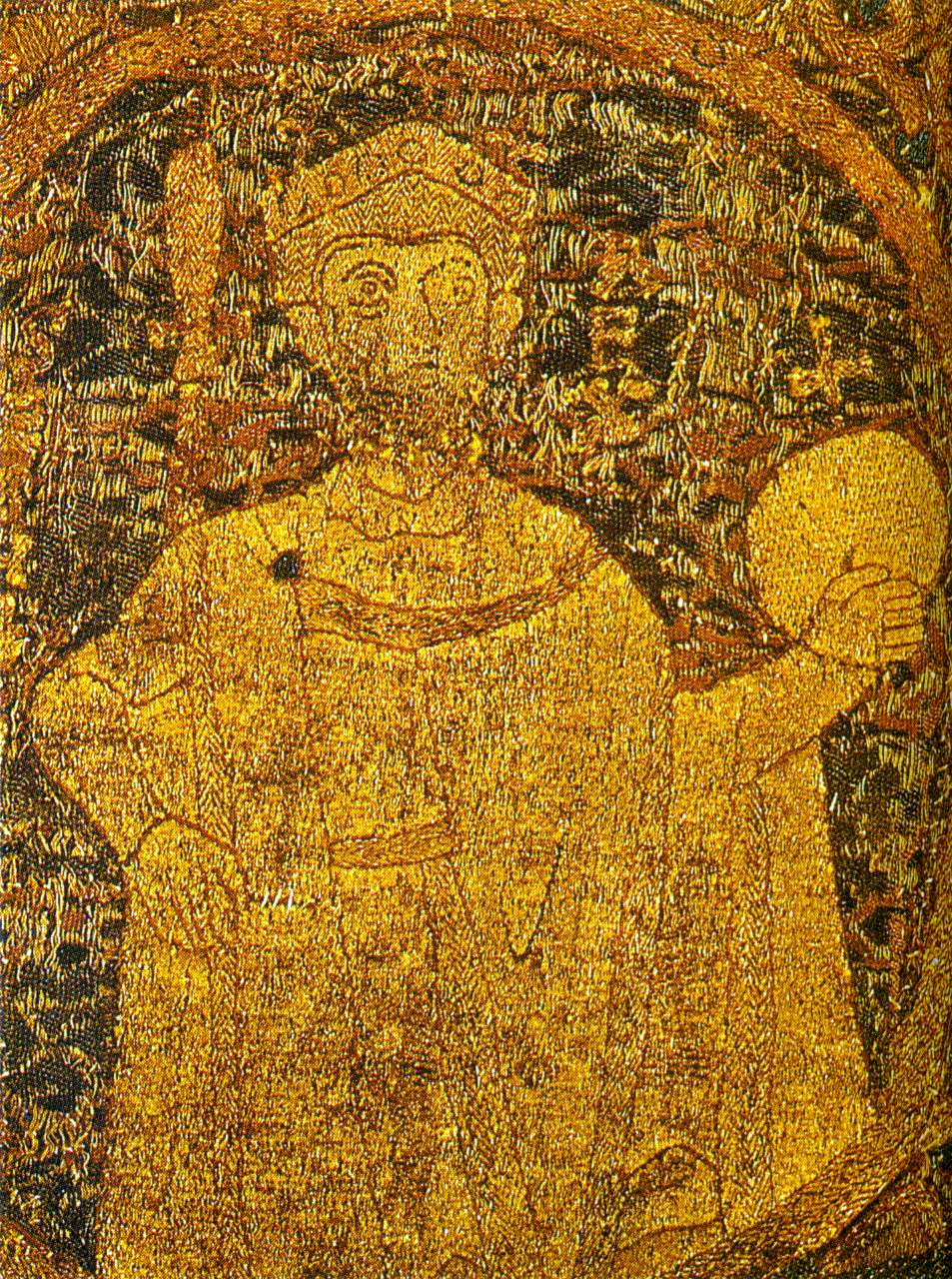
Le roi de Hongrie Étienne Ier (roi de Hongrie) sur un manteau de sacre de 1031.

Même si plusieurs sources affirment qu'Agathe est la fille ou la sœur d'un empereur Henri, il semble peu probable que les chroniqueurs allemands puissent ignorer l'existence d'une telle personne. L'identité exacte de cet empereur n'est précisé que par Jean de Worcester, qui voit en lui Henri III. Pourtant, les premières reconstitutions de l'ascendance d'Agathe ont favorisé un lien avec son prédécesseur indirect Henri II. Les historiens du XVIIIe siècle Georgio Pray (1764, Annales Regum Hungariae), Peter Frederik Suhm (1777, Geschichte Dänmarks, Norwegen und Holsteins) et Istvan Katona (1779, Historia Critica Regum Hungariae) s'accordent à faire d'elle la fille de l'évêque d'Augsbourg Brunon, frère d'Henri II dont aucune descendance n'est connue par ailleurs. Daniel Cornides (1778, Regum Hungariae) s'efforce quant à lui d'accorder les mentions d'ascendance allemande et hongroise en faisant d'Agathe une fille de Gisèle de Bavière, sœur de l'empereur Henri II et épouse du roi de Hongrie Étienne Ier. Cette solution reste populaire chez les historiens jusqu'au XXe siècle et continue à être défendue au début du XXIe siècle. Malgré sa popularité, cette théorie n'explique pas pourquoi la mort d'Étienne entraîne une crise de succession en Hongrie, ou du moins pourquoi la famille d'Agathe n'y joue aucun rôle. Les enfants d'Agathe auraient pu prétendre au trône hongrois. Du reste, les sources hongroises laissent entendre que le roi Étienne survit à tous ses enfants. La chronologie est également problématique : une Agathe apparentée à Henri II serait beaucoup plus âgée que son mari et peut-être trop vieille pour pouvoir donner naissance à son fils Edgar.
|  |  |                   |                   |                   |                   | Henri II duc de Bavière | Henri II duc de Bavière | Henri II duc de Bavière | Henri II duc de Bavière | Henri II duc de Bavière   | Henri II duc de Bavière   |                           |                           | Gisèle de Bourgogne       | Gisèle de Bourgogne       | Gisèle de Bourgogne | Gisèle de Bourgogne | Gisèle de Bourgogne | Gisèle de Bourgogne |                   |                   |                   |                   |  |  |                            |                            |                            |                            |                            |                            |  |  |  |  |
|  |  |                   |                   |                   |                   | Henri II duc de Bavière | Henri II duc de Bavière | Henri II duc de Bavière | Henri II duc de Bavière | Henri II duc de Bavière   | Henri II duc de Bavière   |                           |                           | Gisèle de Bourgogne       | Gisèle de Bourgogne       | Gisèle de Bourgogne | Gisèle de Bourgogne | Gisèle de Bourgogne | Gisèle de Bourgogne |                   |                   |                   |                   |  |  |                            |                            |                            |                            |                            |                            |  |  |  |  |
|  |  |                   |                   |                   |                   |                         |                         |                         |                         |                           |                           |                           |                           |                           |                           |                     |                     |                     |                     |                   |                   |                   |                   |  |  |                            |                            |                            |                            |                            |                            |  |  |  |  |
|  |  |                   |                   |                   |                   |                         |                         |                         |                         |                           |                           |                           |                           |                           |                           |                     |                     |                     |                     |                   |                   |                   |                   |  |  |                            |                            |                            |                            |                            |                            |  |  |  |  |
|  |  | Henri II empereur | Henri II empereur | Henri II empereur | Henri II empereur | Henri II empereur       | Henri II empereur       |                         |                         | Brunon évêque d'Augsbourg | Brunon évêque d'Augsbourg | Brunon évêque d'Augsbourg | Brunon évêque d'Augsbourg | Brunon évêque d'Augsbourg | Brunon évêque d'Augsbourg |                     |                     | Gisèle de Bavière   | Gisèle de Bavière   | Gisèle de Bavière | Gisèle de Bavière | Gisèle de Bavière | Gisèle de Bavière |  |  | Étienne Ier roi de Hongrie | Étienne Ier roi de Hongrie | Étienne Ier roi de Hongrie | Étienne Ier roi de Hongrie | Étienne Ier roi de Hongrie | Étienne Ier roi de Hongrie |  |  |  |  |
|  |  | Henri II empereur | Henri II empereur | Henri II empereur | Henri II empereur | Henri II empereur       | Henri II empereur       |                         |                         | Brunon évêque d'Augsbourg | Brunon évêque d'Augsbourg | Brunon évêque d'Augsbourg | Brunon évêque d'Augsbourg | Brunon évêque d'Augsbourg | Brunon évêque d'Augsbourg |                     |                     | Gisèle de Bavière   | Gisèle de Bavière   | Gisèle de Bavière | Gisèle de Bavière | Gisèle de Bavière | Gisèle de Bavière |  |  | Étienne Ier roi de Hongrie | Étienne Ier roi de Hongrie | Étienne Ier roi de Hongrie | Étienne Ier roi de Hongrie | Étienne Ier roi de Hongrie | Étienne Ier roi de Hongrie |  |  |  |  |
|  |  |                   |                   |                   |                   |                         |                         |                         |                         |                           |                           |                           |                           |                           |                           |                     |                     |                     |                     |                   |                   |                   |                   |  |  |                            |                            |                            |                            |                            |                            |  |  |  |  |
|  |  |                   |                   |                   |                   |                         |                         |                         |                         |                           |                           |                           |                           |                           |                           |                     |                     |                     |                     |                   |                   |                   |                   |  |  |                            |                            |                            |                            |                            |                            |  |  |  |  |
|  |  |                   |                   |                   |                   |                         |                         |                         |                         | Agathe ?                  | Agathe ?                  | Agathe ?                  | Agathe ?                  | Agathe ?                  | Agathe ?                  |                     |                     | Émeric              | Émeric              | Émeric            | Émeric            | Émeric            | Émeric            |  |  | Agathe ?                   | Agathe ?                   | Agathe ?                   | Agathe ?                   | Agathe ?                   | Agathe ?                   |  |  |  |  |

En 1939, Jozsef Herzog avance l'idée que Agathe puisse être la fille d'un demi-frère de l'empereur Henri III. La mère de ce dernier, Gisèle de Souabe, a en effet contracté deux mariages avant d'épouser Conrad II, le père d'Henri. Agathe serait donc la petite-fille du comte de Brunswick Bruno Ier (vers 975 – vers 1010) ou du duc de Souabe Ernest Ier (vers 984 – 1015). Pour Herzog, la chronologie suggère qu'elle est plutôt la fille du second,,.
Cette théorie est relancée en 1962 par le généalogiste hongrois Szabolcs de Vajay (hu), qui procède à une nouvelle analyse de la chronologie des mariages et grossesses de Gisèle pour conclure qu'Agathe est la fille du margrave de Frise Liudolf, le fils de Bruno de Brunswick. Sa théorie rencontre un grand succès durant les années qui suivent. Même après l'apparition de la théorie russe, elle continue à être défendue par une partie des spécialistes.
|  |  | 1) Bruno Ier comte de Brunswick | 1) Bruno Ier comte de Brunswick | 1) Bruno Ier comte de Brunswick | 1) Bruno Ier comte de Brunswick | 1) Bruno Ier comte de Brunswick | 1) Bruno Ier comte de Brunswick |                           |                           |                           |                           |  |  | Gisèle de Souabe        | Gisèle de Souabe        | Gisèle de Souabe        | Gisèle de Souabe        | Gisèle de Souabe        | Gisèle de Souabe        |  |  |                          |                          |                          |                          | 2) Ernest Ier duc de Souabe | 2) Ernest Ier duc de Souabe | 2) Ernest Ier duc de Souabe | 2) Ernest Ier duc de Souabe | 2) Ernest Ier duc de Souabe | 2) Ernest Ier duc de Souabe |                    |                    | 3) Conrad II empereur | 3) Conrad II empereur | 3) Conrad II empereur | 3) Conrad II empereur | 3) Conrad II empereur | 3) Conrad II empereur |  |  |  |  |  |  |  |  |  |  |  |  |  |  |  |  |  |  |  |  |  |  |  |  |  |  |  |  |
|  |  | 1) Bruno Ier comte de Brunswick | 1) Bruno Ier comte de Brunswick | 1) Bruno Ier comte de Brunswick | 1) Bruno Ier comte de Brunswick | 1) Bruno Ier comte de Brunswick | 1) Bruno Ier comte de Brunswick |                           |                           |                           |                           |  |  | Gisèle de Souabe        | Gisèle de Souabe        | Gisèle de Souabe        | Gisèle de Souabe        | Gisèle de Souabe        | Gisèle de Souabe        |  |  |                          |                          |                          |                          | 2) Ernest Ier duc de Souabe | 2) Ernest Ier duc de Souabe | 2) Ernest Ier duc de Souabe | 2) Ernest Ier duc de Souabe | 2) Ernest Ier duc de Souabe | 2) Ernest Ier duc de Souabe |                    |                    | 3) Conrad II empereur | 3) Conrad II empereur | 3) Conrad II empereur | 3) Conrad II empereur | 3) Conrad II empereur | 3) Conrad II empereur |  |  |  |  |  |  |  |  |  |  |  |  |  |  |  |  |  |  |  |  |  |  |  |  |  |  |  |  |
|  |  |                                 |                                 |                                 |                                 |                                 |                                 |                           |                           |                           |                           |  |  |                         |                         |                         |                         |                         |                         |  |  |                          |                          |                          |                          |                             |                             |                             |                             |                             |                             |                    |                    |                       |                       |                       |                       |                       |                       |  |  |  |  |  |  |  |  |  |  |  |  |  |  |  |  |  |  |  |  |  |  |  |  |  |  |  |  |
|  |  |                                 |                                 |                                 |                                 |                                 |                                 |                           |                           |                           |                           |  |  |                         |                         |                         |                         |                         |                         |  |  |                          |                          |                          |                          |                             |                             |                             |                             |                             |                             |                    |                    |                       |                       |                       |                       |                       |                       |  |  |  |  |  |  |  |  |  |  |  |  |  |  |  |  |  |  |  |  |  |  |  |  |  |  |  |  |
|  |  |                                 |                                 |                                 |                                 |                                 |                                 |                           |                           |                           |                           |  |  |                         |                         |                         |                         |                         |                         |  |  |                          |                          |                          |                          |                             |                             |                             |                             |                             |                             |                    |                    |                       |                       |                       |                       |                       |                       |  |  |  |  |  |  |  |  |  |  |  |  |  |  |  |  |  |  |  |  |  |  |  |  |  |  |  |  |
|  |  |                                 |                                 |                                 |                                 |                                 |                                 |                           |                           |                           |                           |  |  |                         |                         |                         |                         |                         |                         |  |  |                          |                          |                          |                          |                             |                             |                             |                             |                             |                             |                    |                    |                       |                       |                       |                       |                       |                       |  |  |  |  |  |  |  |  |  |  |  |  |  |  |  |  |  |  |  |  |  |  |  |  |  |  |  |  |
|  |  |                                 |                                 |                                 |                                 | Liudolf margrave de Frise       | Liudolf margrave de Frise       | Liudolf margrave de Frise | Liudolf margrave de Frise | Liudolf margrave de Frise | Liudolf margrave de Frise |  |  | Ernest II duc de Souabe | Ernest II duc de Souabe | Ernest II duc de Souabe | Ernest II duc de Souabe | Ernest II duc de Souabe | Ernest II duc de Souabe |  |  | Hermann IV duc de Souabe | Hermann IV duc de Souabe | Hermann IV duc de Souabe | Hermann IV duc de Souabe | Hermann IV duc de Souabe    | Hermann IV duc de Souabe    |                             |                             | Henri III empereur          | Henri III empereur          | Henri III empereur | Henri III empereur | Henri III empereur    | Henri III empereur    |                       |                       |                       |                       |  |  |  |  |  |  |  |  |  |  |  |  |  |  |  |  |  |  |  |  |  |  |  |  |  |  |  |  |
|  |  |                                 |                                 |                                 |                                 | Liudolf margrave de Frise       | Liudolf margrave de Frise       | Liudolf margrave de Frise | Liudolf margrave de Frise | Liudolf margrave de Frise | Liudolf margrave de Frise |  |  | Ernest II duc de Souabe | Ernest II duc de Souabe | Ernest II duc de Souabe | Ernest II duc de Souabe | Ernest II duc de Souabe | Ernest II duc de Souabe |  |  | Hermann IV duc de Souabe | Hermann IV duc de Souabe | Hermann IV duc de Souabe | Hermann IV duc de Souabe | Hermann IV duc de Souabe    | Hermann IV duc de Souabe    |                             |                             | Henri III empereur          | Henri III empereur          | Henri III empereur | Henri III empereur | Henri III empereur    | Henri III empereur    |                       |                       |                       |                       |  |  |  |  |  |  |  |  |  |  |  |  |  |  |  |  |  |  |  |  |  |  |  |  |  |  |  |  |
|  |  |                                 |                                 |                                 |                                 | Agathe ?                        | Agathe ?                        | Agathe ?                  | Agathe ?                  | Agathe ?                  | Agathe ?                  |  |  | Agathe ?                | Agathe ?                | Agathe ?                | Agathe ?                | Agathe ?                | Agathe ?                |  |  | Agathe ?                 | Agathe ?                 | Agathe ?                 | Agathe ?                 | Agathe ?                    | Agathe ?                    |                             |                             |                             |                             |                    |                    |                       |                       |                       |                       |                       |                       |  |  |  |  |  |  |  |  |  |  |  |  |  |  |  |  |  |  |  |  |  |  |  |  |  |  |  |  |

### La théorie russe

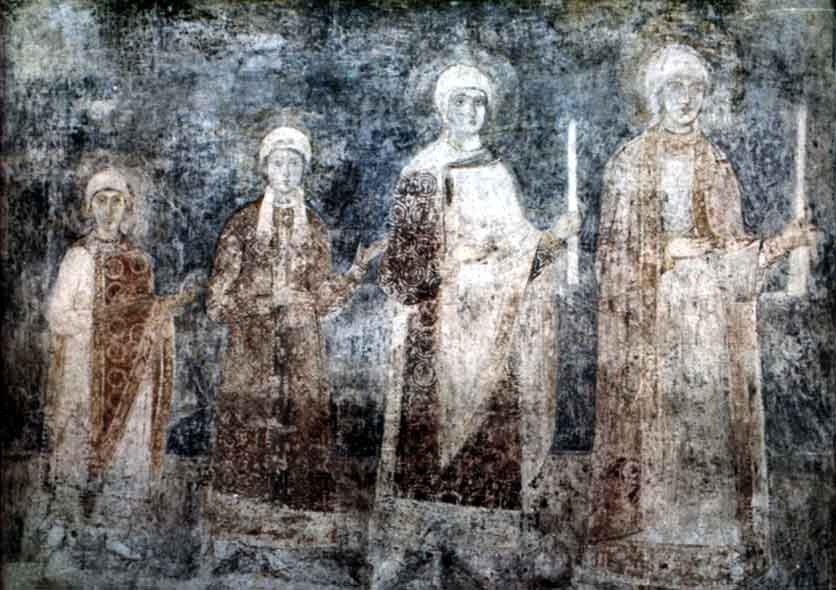
Une fresque du XI à la cathédrale Sainte-Sophie de Kiev représentant les filles de Iaroslav Ier.

En 1996, le généalogiste québécois René Jetté propose une solution du côté de la Rus' de Kiev. Il souligne le fait que Guillaume de Malmesbury et plusieurs chroniques postérieures affirment clairement qu'Agathe est la sœur d'une reine de Hongrie. Le peu que l'on sait de la biographie d'Édouard l'Exilé suggère qu'il se montre fidèle au roi hongrois André Ier, le suivant durant son exil à Kiev. Celui-ci a pour femme Anastasie, l'une des filles du grand-prince de Kiev Iaroslav le Sage et de la princesse suédoise Ingigerd Olofsdottir. Pour Jetté, la femme d'Édouard serait donc une autre fille de Iaroslav. Cette théorie permet de clarifier les affirmations apparemment incongrues de Geoffroy Gaimar et Roger de Hoveden selon qui Édouard aurait épousé une femme de la noblesse locale durant son séjour à Kiev ou avait pour beau-père un roi russe. Agathe aurait ainsi épousé un prince en exil à Kiev, tout comme Anastasie et leur autre sœur Élisabeth, femme du prince norvégien exilé Harald Hardrada,,.
Eduard Hlawitschka considère lui aussi que le père d'Agathe est Iaroslav de Kiev. Il note que le chroniqueur allemand Adam de Brême, généralement bien informé sur les affaires d'Europe du Nord, indique qu'Édouard s'est trouvé en exil en Russie. Il souligne également que l'auteur anonyme des Leges Edwardi confessoris, proche des enfants d'Agathe, rapporte qu'Édouard séjourne chez les Rus' et y épouse une femme appartenant à la noblesse locale.
L'onomastique semble soutenir la théorie de Jetté et Hlawitschka. Agathe est un nom grec qui apparaît dans les dynasties médiévales avec la dynastie macédonienne de l'Empire byzantin avant de devenir l'un des prénoms féminins les plus courants chez les Riourikides, la famille de Iaroslav. Agathe pourrait faire partie des membres de cette famille ayant adopté un nom grec après le mariage de Vladimir Ier, le père de Iaroslav, avec la princesse byzantine Anna Porphyrogénète.
Les prénoms des filles d'Agathe, Marguerite et Christine, sont actuellement associés à la Suède, bien qu'ils ne soient pas mentionnés en lien avec ce pays avant le XIIe siècle. Ils pourraient cependant constituer un indice en faveur de la théorie kiévienne, puisque la femme de Iaroslav, Ingigerd, est une princesse suédoise. Il est possible que son prénom d'origine ait été Marguerite. Le prénom du fils de Marguerite, David, évoque celui de David de Hongrie, fils cadet d’André Ier et d’Anastasia de Kiev. En outre, le premier saint ruthène est un frère de Iaroslav nommé Gleb et dont le prénom chrétien était David. L'autre fils de Marguerite, Alexandre, porte un nom qui évoque des traditions occidentales et orientales. La biographie d’Alexandre le Grand est un récit populaire à Kiev au XIe siècle, et c'est aussi un prénom fréquent dans la tradition orthodoxe d'influence grecque.
Les arguments onomastiques en faveur de la théorie kiévienne ont été critiqués par John Carmi Parsons. Il pointe des exemples de groupes d'individus allemands aux noms apparemment orientaux, dont une autre Agathe, et propose des causes alternatives à ces choix de prénoms, comme les mariages de l'empereur Otton II et celui supposé de Louis III avec des princesses byzantines.
En 2003, William Humphreys réexamine les deux grands types de théories, qu'il appelle « salique » et « slave ». Il estime que la question consiste à savoir qui de Jean de Worcester (point de départ de la théorie salique) et Guillaume de Malmesbury (point de départ de la théorie slave) rapporte la tradition la plus ancienne, et donc celle qui a le plus de chances d'être correcte, au sujet des origines d'Agathe. Il propose une autre théorie : qu'elle soit une princesse byzantine, la sœur de la femme de Vsevolod Ier, le fils de Iaroslav. Au fil de la transmission, une confusion serait survenue concernant l'empire auquel la famille d'Agathe se rattachait. Un an plus tard, Humphreys revient sur le sujet et rallie la théorie slave qui fait d'Agathe la fille de Iaroslav, dont il fait cependant le fils de la princesse byzantine Anne Porphyrogénète.
|  |  |  |  |  |  | Rogneda de Polotsk            | Rogneda de Polotsk            | Rogneda de Polotsk            | Rogneda de Polotsk            | Rogneda de Polotsk            | Rogneda de Polotsk            |  |  | Vladimir Ier grand-prince de Kiev | Vladimir Ier grand-prince de Kiev | Vladimir Ier grand-prince de Kiev | Vladimir Ier grand-prince de Kiev | Vladimir Ier grand-prince de Kiev | Vladimir Ier grand-prince de Kiev |  |  | Anne Porphyrogénète               | Anne Porphyrogénète               | Anne Porphyrogénète               | Anne Porphyrogénète               | Anne Porphyrogénète               | Anne Porphyrogénète               |  |  |          |          |          |          |          |          |  |  |  |  |  |  |  |  |  |  |  |  |  |  |  |  |  |  |  |  |  |  |  |  |  |  |  |  |
|  |  |  |  |  |  | Rogneda de Polotsk            | Rogneda de Polotsk            | Rogneda de Polotsk            | Rogneda de Polotsk            | Rogneda de Polotsk            | Rogneda de Polotsk            |  |  | Vladimir Ier grand-prince de Kiev | Vladimir Ier grand-prince de Kiev | Vladimir Ier grand-prince de Kiev | Vladimir Ier grand-prince de Kiev | Vladimir Ier grand-prince de Kiev | Vladimir Ier grand-prince de Kiev |  |  | Anne Porphyrogénète               | Anne Porphyrogénète               | Anne Porphyrogénète               | Anne Porphyrogénète               | Anne Porphyrogénète               | Anne Porphyrogénète               |  |  |          |          |          |          |          |          |  |  |  |  |  |  |  |  |  |  |  |  |  |  |  |  |  |  |  |  |  |  |  |  |  |  |  |  |
|  |  |  |  |  |  |                               |                               |                               |                               |                               |                               |  |  |                                   |                                   |                                   |                                   |                                   |                                   |  |  |                                   |                                   |                                   |                                   |                                   |                                   |  |  |          |          |          |          |          |          |  |  |  |  |  |  |  |  |  |  |  |  |  |  |  |  |  |  |  |  |  |  |  |  |  |  |  |  |
|  |  |  |  |  |  |                               |                               |                               |                               |                               |                               |  |  |                                   |                                   |                                   |                                   |                                   |                                   |  |  |                                   |                                   |                                   |                                   |                                   |                                   |  |  |          |          |          |          |          |          |  |  |  |  |  |  |  |  |  |  |  |  |  |  |  |  |  |  |  |  |  |  |  |  |  |  |  |  |
|  |  |  |  |  |  | Gleb (David)                  | Gleb (David)                  | Gleb (David)                  | Gleb (David)                  | Gleb (David)                  | Gleb (David)                  |  |  | Iaroslav grand-prince de Kiev     | Iaroslav grand-prince de Kiev     | Iaroslav grand-prince de Kiev     | Iaroslav grand-prince de Kiev     | Iaroslav grand-prince de Kiev     | Iaroslav grand-prince de Kiev     |  |  | Ingigerd Olofsdottir              | Ingigerd Olofsdottir              | Ingigerd Olofsdottir              | Ingigerd Olofsdottir              | Ingigerd Olofsdottir              | Ingigerd Olofsdottir              |  |  |          |          |          |          |          |          |  |  |  |  |  |  |  |  |  |  |  |  |  |  |  |  |  |  |  |  |  |  |  |  |  |  |  |  |
|  |  |  |  |  |  | Gleb (David)                  | Gleb (David)                  | Gleb (David)                  | Gleb (David)                  | Gleb (David)                  | Gleb (David)                  |  |  | Iaroslav grand-prince de Kiev     | Iaroslav grand-prince de Kiev     | Iaroslav grand-prince de Kiev     | Iaroslav grand-prince de Kiev     | Iaroslav grand-prince de Kiev     | Iaroslav grand-prince de Kiev     |  |  | Ingigerd Olofsdottir              | Ingigerd Olofsdottir              | Ingigerd Olofsdottir              | Ingigerd Olofsdottir              | Ingigerd Olofsdottir              | Ingigerd Olofsdottir              |  |  |          |          |          |          |          |          |  |  |  |  |  |  |  |  |  |  |  |  |  |  |  |  |  |  |  |  |  |  |  |  |  |  |  |  |
|  |  |  |  |  |  |                               |                               |                               |                               |                               |                               |  |  |                                   |                                   |                                   |                                   |                                   |                                   |  |  |                                   |                                   |                                   |                                   |                                   |                                   |  |  |          |          |          |          |          |          |  |  |  |  |  |  |  |  |  |  |  |  |  |  |  |  |  |  |  |  |  |  |  |  |  |  |  |  |
|  |  |  |  |  |  |                               |                               |                               |                               |                               |                               |  |  |                                   |                                   |                                   |                                   |                                   |                                   |  |  |                                   |                                   |                                   |                                   |                                   |                                   |  |  |          |          |          |          |          |          |  |  |  |  |  |  |  |  |  |  |  |  |  |  |  |  |  |  |  |  |  |  |  |  |  |  |  |  |
|  |  |  |  |  |  | Élisabeth ép. Harald Hardrada | Élisabeth ép. Harald Hardrada | Élisabeth ép. Harald Hardrada | Élisabeth ép. Harald Hardrada | Élisabeth ép. Harald Hardrada | Élisabeth ép. Harald Hardrada |  |  | Anastasie ép. André de Hongrie    | Anastasie ép. André de Hongrie    | Anastasie ép. André de Hongrie    | Anastasie ép. André de Hongrie    | Anastasie ép. André de Hongrie    | Anastasie ép. André de Hongrie    |  |  | Vsevolod Ier grand-prince de Kiev | Vsevolod Ier grand-prince de Kiev | Vsevolod Ier grand-prince de Kiev | Vsevolod Ier grand-prince de Kiev | Vsevolod Ier grand-prince de Kiev | Vsevolod Ier grand-prince de Kiev |  |  | Agathe ? | Agathe ? | Agathe ? | Agathe ? | Agathe ? | Agathe ? |  |  |  |  |  |  |  |  |  |  |  |  |  |  |  |  |  |  |  |  |  |  |  |  |  |  |  |  |
|  |  |  |  |  |  | Élisabeth ép. Harald Hardrada | Élisabeth ép. Harald Hardrada | Élisabeth ép. Harald Hardrada | Élisabeth ép. Harald Hardrada | Élisabeth ép. Harald Hardrada | Élisabeth ép. Harald Hardrada |  |  | Anastasie ép. André de Hongrie    | Anastasie ép. André de Hongrie    | Anastasie ép. André de Hongrie    | Anastasie ép. André de Hongrie    | Anastasie ép. André de Hongrie    | Anastasie ép. André de Hongrie    |  |  | Vsevolod Ier grand-prince de Kiev | Vsevolod Ier grand-prince de Kiev | Vsevolod Ier grand-prince de Kiev | Vsevolod Ier grand-prince de Kiev | Vsevolod Ier grand-prince de Kiev | Vsevolod Ier grand-prince de Kiev |  |  | Agathe ? | Agathe ? | Agathe ? | Agathe ? | Agathe ? | Agathe ? |  |  |  |  |  |  |  |  |  |  |  |  |  |  |  |  |  |  |  |  |  |  |  |  |  |  |  |  |
|  |  |  |  |  |  |                               |                               |                               |                               |                               |                               |  |  | David                             |                                   |                                   |                                   |                                   |                                   |  |  |                                   |                                   |                                   |                                   |                                   |                                   |  |  |          |          |          |          |          |          |  |  |  |  |  |  |  |  |  |  |  |  |  |  |  |  |  |  |  |  |  |  |  |  |  |  |  |  |

### Autres théories

#### La théorie bulgare

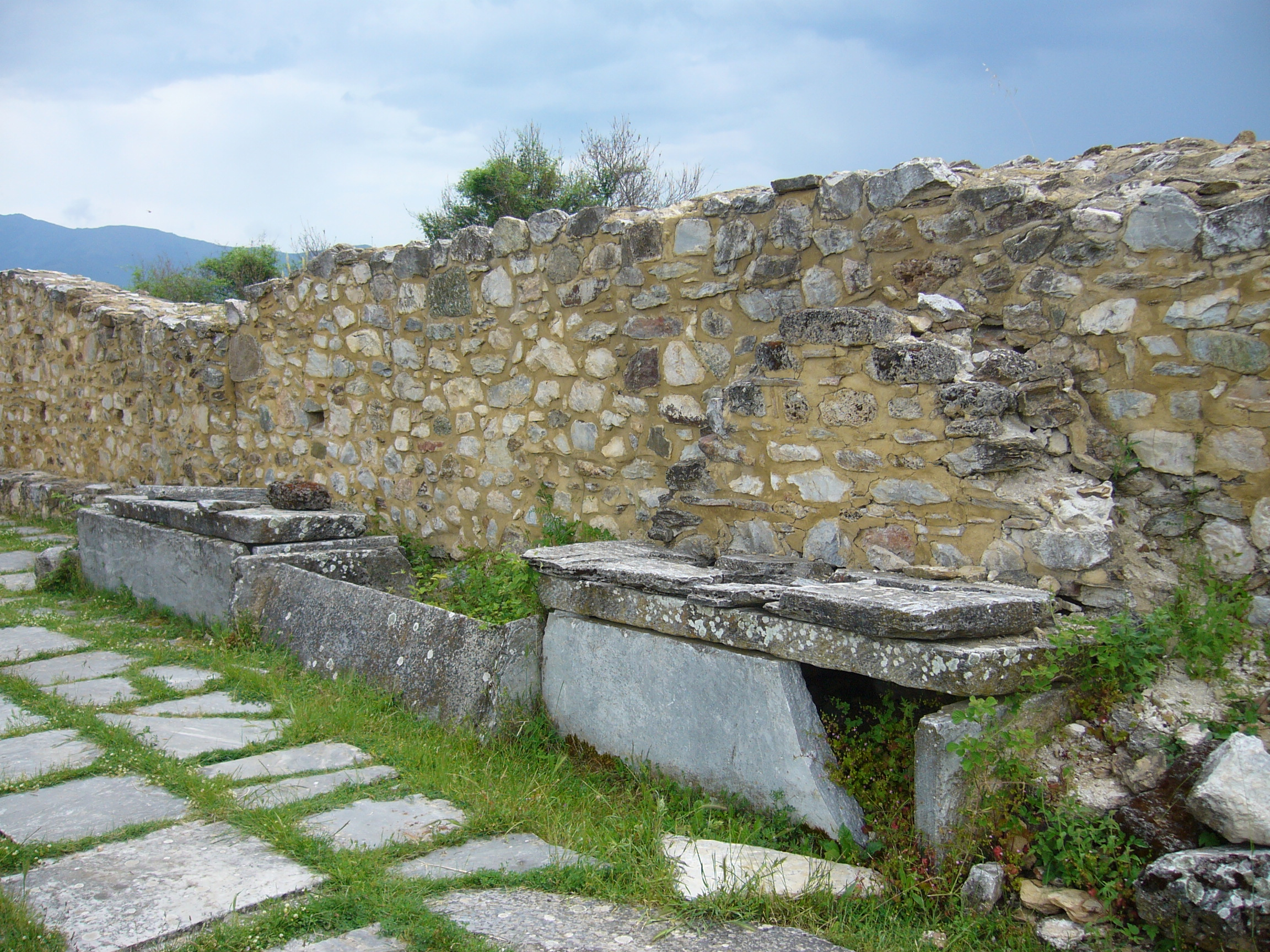
Les sarcophages du tsar bulgare Samuel, de son fils Gabriel Radomir et de son neveu Ivan Vladislav.

Ian Mladjov propose en 2003 une nouvelle théorie. Il considère les théories précédentes insatisfaisantes, faute de preuves suffisantes, et souligne qu'elles impliquent un degré de consanguinité dans plusieurs mariages ultérieurs qui aurait dû être remarqué à l'époque. Parmi les rares femmes de cette époque nommées Agathe, il estime que la seule à pouvoir être une ancêtre de la femme d'Édouard l'Exilé est Agathe Chrysélie, l’épouse du tsar bulgare Samuel. La famille royale bulgare compte également une Marie et plusieurs David. Pour Mladjov, Agathe serait la fille du tsar Gabriel Radomir, un fils d'Agathe Chrysélie. Sa mère serait la première femme de Gabriel, une princesse hongroise fille du grand-prince Géza. Elle aurait vu le jour en Hongrie après le divorce de ses parents, bien que cela implique que sa mère lui aurait donné le nom de la mère du prince qui vient de la répudier. Ce divorce est traditionnellement daté de la fin des années 980, ce qui semble trop tardif pour la naissance d'Agathe, mais Mladjov estime qu'il pourrait plutôt avoir eu lieu entre 1009 et 1014. Il poursuit sa théorie en proposant que la mère d'Agathe ait ensuite épousé le roi hongrois Samuel Aba, dont la famille s'enfuit à Kiev après sa chute en 1044, ce qui permettrait de situer en Russie le mariage d'Édouard.
Cette théorie ne s'accorde avec aucune source primaire, mais les chroniqueurs anglais sont plus familiers avec l'Allemagne qu'avec la Hongrie et ont pu commettre des erreurs. Néanmoins, elle fait d'Agathe la nièce du roi Étienne Ier, qui était le beau-frère de l'empereur Henri II.
|  |  | Samuel tsar de Bulgarie | Samuel tsar de Bulgarie | Samuel tsar de Bulgarie | Samuel tsar de Bulgarie | Samuel tsar de Bulgarie | Samuel tsar de Bulgarie |                 |                 | Agathe Chrysélie | Agathe Chrysélie | Agathe Chrysélie | Agathe Chrysélie | Agathe Chrysélie | Agathe Chrysélie |          |          | Géza grand-prince de Hongrie | Géza grand-prince de Hongrie | Géza grand-prince de Hongrie | Géza grand-prince de Hongrie | Géza grand-prince de Hongrie | Géza grand-prince de Hongrie |  |  |                           |                           |                           |                           |                           |                           |  |  |  |  |
|  |  | Samuel tsar de Bulgarie | Samuel tsar de Bulgarie | Samuel tsar de Bulgarie | Samuel tsar de Bulgarie | Samuel tsar de Bulgarie | Samuel tsar de Bulgarie |                 |                 | Agathe Chrysélie | Agathe Chrysélie | Agathe Chrysélie | Agathe Chrysélie | Agathe Chrysélie | Agathe Chrysélie |          |          | Géza grand-prince de Hongrie | Géza grand-prince de Hongrie | Géza grand-prince de Hongrie | Géza grand-prince de Hongrie | Géza grand-prince de Hongrie | Géza grand-prince de Hongrie |  |  |                           |                           |                           |                           |                           |                           |  |  |  |  |
|  |  |                         |                         |                         |                         |                         |                         |                 |                 |                  |                  |                  |                  |                  |                  |          |          |                              |                              |                              |                              |                              |                              |  |  |                           |                           |                           |                           |                           |                           |  |  |  |  |
|  |  |                         |                         |                         |                         | Gabriel Radomir         | Gabriel Radomir         | Gabriel Radomir | Gabriel Radomir | Gabriel Radomir  | Gabriel Radomir  |                  |                  |                  |                  |          |          | une princesse de Hongrie     | une princesse de Hongrie     | une princesse de Hongrie     | une princesse de Hongrie     | une princesse de Hongrie     | une princesse de Hongrie     |  |  | Samuel Aba roi de Hongrie | Samuel Aba roi de Hongrie | Samuel Aba roi de Hongrie | Samuel Aba roi de Hongrie | Samuel Aba roi de Hongrie | Samuel Aba roi de Hongrie |  |  |  |  |
|  |  |                         |                         |                         |                         | Gabriel Radomir         | Gabriel Radomir         | Gabriel Radomir | Gabriel Radomir | Gabriel Radomir  | Gabriel Radomir  |                  |                  |                  |                  |          |          | une princesse de Hongrie     | une princesse de Hongrie     | une princesse de Hongrie     | une princesse de Hongrie     | une princesse de Hongrie     | une princesse de Hongrie     |  |  | Samuel Aba roi de Hongrie | Samuel Aba roi de Hongrie | Samuel Aba roi de Hongrie | Samuel Aba roi de Hongrie | Samuel Aba roi de Hongrie | Samuel Aba roi de Hongrie |  |  |  |  |
|  |  |                         |                         |                         |                         |                         |                         |                 |                 |                  |                  |                  |                  |                  |                  |          |          |                              |                              |                              |                              |                              |                              |  |  |                           |                           |                           |                           |                           |                           |  |  |  |  |
|  |  |                         |                         |                         |                         |                         |                         |                 |                 |                  |                  |                  |                  |                  |                  |          |          |                              |                              |                              |                              |                              |                              |  |  |                           |                           |                           |                           |                           |                           |  |  |  |  |
|  |  |                         |                         |                         |                         |                         |                         | Pierre Deljan   | Pierre Deljan   | Pierre Deljan    | Pierre Deljan    | Pierre Deljan    | Pierre Deljan    |                  |                  | Agathe ? | Agathe ? | Agathe ?                     | Agathe ?                     | Agathe ?                     | Agathe ?                     |                              |                              |  |  |                           |                           |                           |                           |                           |                           |  |  |  |  |

#### La théorie de Parsons
En 2002, dans un article censé réfuter l’hypothèse kiévienne et élargir le champ des possibles, John Carmi Parsons présente une nouvelle théorie. Il souligne que la Chronique anglo-saxonne représente le plus ancien témoignage connu de l'existence d'Agathe et que son auteur, un contemporain, est sans doute bien renseigné quand il parle d'un lien de parenté avec l'empereur. Il insiste sur le caractère tardif des sources mentionnant une origine russe ou un lien de parenté avec une reine hongroise. Afin de montrer que toutes les identités possibles d'Agathe ne sont pas épuisées, il évoque à titre d'exemple un comte allemand nommé Cristinus dont la femme, Oda de Haldensleben, est la petite-fille par sa mère de Vladimir Ier. Il propose une reconstruction généalogique permettant de les relier également à Henri III. Parsons avance également l'idée qu'Édouard se soit marié à deux reprises, les contradictions entre les sources reflétant la confusion entre deux femmes distinctes.
|  |  |                    |                    |                    |                    |                    |                    |                    |                    | Conrad Ier duc de Souabe | Conrad Ier duc de Souabe | Conrad Ier duc de Souabe | Conrad Ier duc de Souabe | Conrad Ier duc de Souabe | Conrad Ier duc de Souabe |  |  | (peut-être identique à) | (peut-être identique à) | (peut-être identique à) | (peut-être identique à) | (peut-être identique à) | (peut-être identique à) |                         |                         | Cuno d'Öhningen         | Cuno d'Öhningen         | Cuno d'Öhningen     | Cuno d'Öhningen     | Cuno d'Öhningen     | Cuno d'Öhningen     |           |           |                                   |                                   |                                   |                                   |                                   |                                   |  |  |  |  |
|  |  |                    |                    |                    |                    |                    |                    |                    |                    | Conrad Ier duc de Souabe | Conrad Ier duc de Souabe | Conrad Ier duc de Souabe | Conrad Ier duc de Souabe | Conrad Ier duc de Souabe | Conrad Ier duc de Souabe |  |  | (peut-être identique à) | (peut-être identique à) | (peut-être identique à) | (peut-être identique à) | (peut-être identique à) | (peut-être identique à) |                         |                         | Cuno d'Öhningen         | Cuno d'Öhningen         | Cuno d'Öhningen     | Cuno d'Öhningen     | Cuno d'Öhningen     | Cuno d'Öhningen     |           |           |                                   |                                   |                                   |                                   |                                   |                                   |  |  |  |  |
|  |  |                    |                    |                    |                    |                    |                    |                    |                    |                          |                          |                          |                          |                          |                          |  |  |                         |                         |                         |                         |                         |                         |                         |                         |                         |                         |                     |                     |                     |                     |           |           |                                   |                                   |                                   |                                   |                                   |                                   |  |  |  |  |
|  |  |                    |                    |                    |                    |                    |                    |                    |                    | Hermann II duc de Souabe | Hermann II duc de Souabe | Hermann II duc de Souabe | Hermann II duc de Souabe | Hermann II duc de Souabe | Hermann II duc de Souabe |  |  |                         |                         |                         |                         |                         |                         |                         |                         | une fille               | une fille               | une fille           | une fille           | une fille           | une fille           |           |           | Vladimir Ier grand-prince de Kiev | Vladimir Ier grand-prince de Kiev | Vladimir Ier grand-prince de Kiev | Vladimir Ier grand-prince de Kiev | Vladimir Ier grand-prince de Kiev | Vladimir Ier grand-prince de Kiev |  |  |  |  |
|  |  |                    |                    |                    |                    |                    |                    |                    |                    | Hermann II duc de Souabe | Hermann II duc de Souabe | Hermann II duc de Souabe | Hermann II duc de Souabe | Hermann II duc de Souabe | Hermann II duc de Souabe |  |  |                         |                         |                         |                         |                         |                         |                         |                         | une fille               | une fille               | une fille           | une fille           | une fille           | une fille           |           |           | Vladimir Ier grand-prince de Kiev | Vladimir Ier grand-prince de Kiev | Vladimir Ier grand-prince de Kiev | Vladimir Ier grand-prince de Kiev | Vladimir Ier grand-prince de Kiev | Vladimir Ier grand-prince de Kiev |  |  |  |  |
|  |  |                    |                    |                    |                    |                    |                    |                    |                    |                          |                          |                          |                          |                          |                          |  |  |                         |                         |                         |                         |                         |                         |                         |                         |                         |                         |                     |                     |                     |                     |           |           |                                   |                                   |                                   |                                   |                                   |                                   |  |  |  |  |
|  |  | Conrad II empereur | Conrad II empereur | Conrad II empereur | Conrad II empereur | Conrad II empereur | Conrad II empereur |                    |                    | Gisèle de Souabe         | Gisèle de Souabe         | Gisèle de Souabe         | Gisèle de Souabe         | Gisèle de Souabe         | Gisèle de Souabe         |  |  |                         |                         |                         |                         | Bernard de Haldensleben | Bernard de Haldensleben | Bernard de Haldensleben | Bernard de Haldensleben | Bernard de Haldensleben | Bernard de Haldensleben |                     |                     | une fille           | une fille           | une fille | une fille | une fille                         | une fille                         |                                   |                                   |                                   |                                   |  |  |  |  |
|  |  | Conrad II empereur | Conrad II empereur | Conrad II empereur | Conrad II empereur | Conrad II empereur | Conrad II empereur |                    |                    | Gisèle de Souabe         | Gisèle de Souabe         | Gisèle de Souabe         | Gisèle de Souabe         | Gisèle de Souabe         | Gisèle de Souabe         |  |  |                         |                         |                         |                         | Bernard de Haldensleben | Bernard de Haldensleben | Bernard de Haldensleben | Bernard de Haldensleben | Bernard de Haldensleben | Bernard de Haldensleben |                     |                     | une fille           | une fille           | une fille | une fille | une fille                         | une fille                         |                                   |                                   |                                   |                                   |  |  |  |  |
|  |  |                    |                    |                    |                    |                    |                    |                    |                    |                          |                          |                          |                          |                          |                          |  |  |                         |                         |                         |                         |                         |                         |                         |                         |                         |                         |                     |                     |                     |                     |           |           |                                   |                                   |                                   |                                   |                                   |                                   |  |  |  |  |
|  |  |                    |                    |                    |                    | Henri III empereur | Henri III empereur | Henri III empereur | Henri III empereur | Henri III empereur       | Henri III empereur       |                          |                          |                          |                          |  |  | Cristinus               | Cristinus               | Cristinus               | Cristinus               | Cristinus               | Cristinus               |                         |                         | Oda de Haldensleben     | Oda de Haldensleben     | Oda de Haldensleben | Oda de Haldensleben | Oda de Haldensleben | Oda de Haldensleben |           |           |                                   |                                   |                                   |                                   |                                   |                                   |  |  |  |  |
|  |  |                    |                    |                    |                    | Henri III empereur | Henri III empereur | Henri III empereur | Henri III empereur | Henri III empereur       | Henri III empereur       |                          |                          |                          |                          |  |  | Cristinus               | Cristinus               | Cristinus               | Cristinus               | Cristinus               | Cristinus               |                         |                         | Oda de Haldensleben     | Oda de Haldensleben     | Oda de Haldensleben | Oda de Haldensleben | Oda de Haldensleben | Oda de Haldensleben |           |           |                                   |                                   |                                   |                                   |                                   |                                   |  |  |  |  |
|  |  |                    |                    |                    |                    |                    |                    |                    |                    |                          |                          |                          |                          |                          |                          |  |  |                         |                         |                         |                         |                         |                         |                         |                         |                         |                         |                     |                     |                     |                     |           |           |                                   |                                   |                                   |                                   |                                   |                                   |  |  |  |  |
|  |  |                    |                    |                    |                    |                    |                    |                    |                    |                          |                          |                          |                          |                          |                          |  |  |                         |                         |                         |                         | Agathe ?                |                         |                         |                         |                         |                         |                     |                     |                     |                     |           |           |                                   |                                   |                                   |                                   |                                   |                                   |  |  |  |  |

#### La théorie polonaise

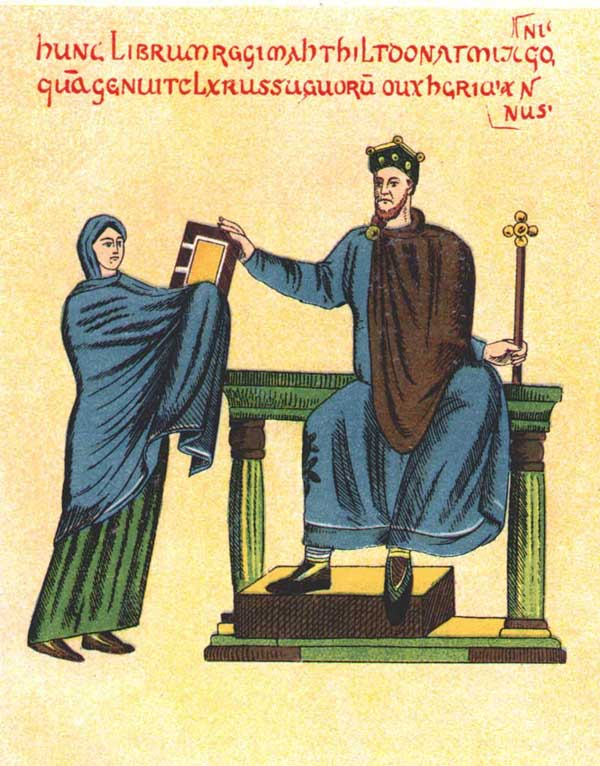
Le roi de Pologne Mieszko II (roi de Pologne) sur une copie du XIXe siècle d'une miniature médiévale perdue.

En 2009, John P. Ravilious avance une théorie polonaise faisant d'Agathe la fille du roi de Pologne Mieszko II et de sa femme allemande Richezza de Lorraine. Elle serait ainsi apparentée par sa mère aux deux empereurs Henri et serait également la sœur d'une reine hongroise : Richezza, l'épouse du roi Béla Ier. Il développe des arguments supplémentaires en faveur de cette théorie dans un deuxième article paru en 2012.
|  |  |                           |                           |                           |                           |                           |                           |                      |                      |                      |                      |           |           |                     |                     |                     |                     |                           |                           |                           |                           |                           |                           |                         |                         |                         |                         |                      |                      |                       |                       |                       |                       |                       |                       |  |  |                          |                          |                          |                          |                          |                          |  |  |  |  |  |  |  |  |  |  |
|  |  |                           |                           |                           |                           |                           |                           |                      |                      |                      |                      |           |           |                     |                     |                     |                     |                           |                           |                           |                           |                           |                           |                         |                         |                         |                         |                      |                      |                       |                       |                       |                       |                       |                       |  |  |                          |                          |                          |                          |                          |                          |  |  |  |  |  |  |  |  |  |  |
|  |  |                           |                           |                           |                           | Eadgyth d'Angleterre      | Eadgyth d'Angleterre      | Eadgyth d'Angleterre | Eadgyth d'Angleterre | Eadgyth d'Angleterre | Eadgyth d'Angleterre |           |           |                     |                     |                     |                     | Otton Ier empereur        | Otton Ier empereur        | Otton Ier empereur        | Otton Ier empereur        | Otton Ier empereur        | Otton Ier empereur        |                         |                         |                         |                         |                      |                      | Adélaïde de Bourgogne | Adélaïde de Bourgogne | Adélaïde de Bourgogne | Adélaïde de Bourgogne | Adélaïde de Bourgogne | Adélaïde de Bourgogne |  |  | Henri Ier duc de Bavière | Henri Ier duc de Bavière | Henri Ier duc de Bavière | Henri Ier duc de Bavière | Henri Ier duc de Bavière | Henri Ier duc de Bavière |  |  |  |  |  |  |  |  |  |  |
|  |  |                           |                           |                           |                           | Eadgyth d'Angleterre      | Eadgyth d'Angleterre      | Eadgyth d'Angleterre | Eadgyth d'Angleterre | Eadgyth d'Angleterre | Eadgyth d'Angleterre |           |           |                     |                     |                     |                     | Otton Ier empereur        | Otton Ier empereur        | Otton Ier empereur        | Otton Ier empereur        | Otton Ier empereur        | Otton Ier empereur        |                         |                         |                         |                         |                      |                      | Adélaïde de Bourgogne | Adélaïde de Bourgogne | Adélaïde de Bourgogne | Adélaïde de Bourgogne | Adélaïde de Bourgogne | Adélaïde de Bourgogne |  |  | Henri Ier duc de Bavière | Henri Ier duc de Bavière | Henri Ier duc de Bavière | Henri Ier duc de Bavière | Henri Ier duc de Bavière | Henri Ier duc de Bavière |  |  |  |  |  |  |  |  |  |  |
|  |  |                           |                           |                           |                           |                           |                           |                      |                      |                      |                      |           |           |                     |                     |                     |                     |                           |                           |                           |                           |                           |                           |                         |                         |                         |                         |                      |                      |                       |                       |                       |                       |                       |                       |  |  |                          |                          |                          |                          |                          |                          |  |  |  |  |  |  |  |  |  |  |
|  |  | Conrad duc de Lotharingie | Conrad duc de Lotharingie | Conrad duc de Lotharingie | Conrad duc de Lotharingie | Conrad duc de Lotharingie | Conrad duc de Lotharingie |                      |                      | Liutgarde            | Liutgarde            | Liutgarde | Liutgarde | Liutgarde           | Liutgarde           |                     |                     |                           |                           |                           |                           |                           |                           |                         |                         | Otton II empereur       | Otton II empereur       | Otton II empereur    | Otton II empereur    | Otton II empereur     | Otton II empereur     |                       |                       |                       |                       |  |  | Henri II duc de Bavière  | Henri II duc de Bavière  | Henri II duc de Bavière  | Henri II duc de Bavière  | Henri II duc de Bavière  | Henri II duc de Bavière  |  |  |  |  |  |  |  |  |  |  |
|  |  | Conrad duc de Lotharingie | Conrad duc de Lotharingie | Conrad duc de Lotharingie | Conrad duc de Lotharingie | Conrad duc de Lotharingie | Conrad duc de Lotharingie |                      |                      | Liutgarde            | Liutgarde            | Liutgarde | Liutgarde | Liutgarde           | Liutgarde           |                     |                     |                           |                           |                           |                           |                           |                           |                         |                         | Otton II empereur       | Otton II empereur       | Otton II empereur    | Otton II empereur    | Otton II empereur     | Otton II empereur     |                       |                       |                       |                       |  |  | Henri II duc de Bavière  | Henri II duc de Bavière  | Henri II duc de Bavière  | Henri II duc de Bavière  | Henri II duc de Bavière  | Henri II duc de Bavière  |  |  |  |  |  |  |  |  |  |  |
|  |  |                           |                           |                           |                           |                           |                           |                      |                      |                      |                      |           |           |                     |                     |                     |                     |                           |                           |                           |                           |                           |                           |                         |                         |                         |                         |                      |                      |                       |                       |                       |                       |                       |                       |  |  |                          |                          |                          |                          |                          |                          |  |  |  |  |  |  |  |  |  |  |
|  |  |                           |                           |                           |                           | Otton de Worms            | Otton de Worms            | Otton de Worms       | Otton de Worms       | Otton de Worms       | Otton de Worms       |           |           |                     |                     |                     |                     |                           |                           |                           |                           |                           |                           |                         |                         | Mathilde de Saxe        | Mathilde de Saxe        | Mathilde de Saxe     | Mathilde de Saxe     | Mathilde de Saxe      | Mathilde de Saxe      |                       |                       |                       |                       |  |  | Henri II empereur        | Henri II empereur        | Henri II empereur        | Henri II empereur        | Henri II empereur        | Henri II empereur        |  |  |  |  |  |  |  |  |  |  |
|  |  |                           |                           |                           |                           | Otton de Worms            | Otton de Worms            | Otton de Worms       | Otton de Worms       | Otton de Worms       | Otton de Worms       |           |           |                     |                     |                     |                     |                           |                           |                           |                           |                           |                           |                         |                         | Mathilde de Saxe        | Mathilde de Saxe        | Mathilde de Saxe     | Mathilde de Saxe     | Mathilde de Saxe      | Mathilde de Saxe      |                       |                       |                       |                       |  |  | Henri II empereur        | Henri II empereur        | Henri II empereur        | Henri II empereur        | Henri II empereur        | Henri II empereur        |  |  |  |  |  |  |  |  |  |  |
|  |  |                           |                           |                           |                           | Henri de Franconie        | Henri de Franconie        | Henri de Franconie   | Henri de Franconie   | Henri de Franconie   | Henri de Franconie   |           |           |                     |                     |                     |                     | Mieszko II roi de Pologne | Mieszko II roi de Pologne | Mieszko II roi de Pologne | Mieszko II roi de Pologne | Mieszko II roi de Pologne | Mieszko II roi de Pologne |                         |                         | Richezza de Lorraine    | Richezza de Lorraine    | Richezza de Lorraine | Richezza de Lorraine | Richezza de Lorraine  | Richezza de Lorraine  |                       |                       |                       |                       |  |  |                          |                          |                          |                          |                          |                          |  |  |  |  |  |  |  |  |  |  |
|  |  |                           |                           |                           |                           | Henri de Franconie        | Henri de Franconie        | Henri de Franconie   | Henri de Franconie   | Henri de Franconie   | Henri de Franconie   |           |           |                     |                     |                     |                     | Mieszko II roi de Pologne | Mieszko II roi de Pologne | Mieszko II roi de Pologne | Mieszko II roi de Pologne | Mieszko II roi de Pologne | Mieszko II roi de Pologne |                         |                         | Richezza de Lorraine    | Richezza de Lorraine    | Richezza de Lorraine | Richezza de Lorraine | Richezza de Lorraine  | Richezza de Lorraine  |                       |                       |                       |                       |  |  |                          |                          |                          |                          |                          |                          |  |  |  |  |  |  |  |  |  |  |
|  |  |                           |                           |                           |                           |                           |                           |                      |                      |                      |                      |           |           |                     |                     |                     |                     |                           |                           |                           |                           |                           |                           |                         |                         |                         |                         |                      |                      |                       |                       |                       |                       |                       |                       |  |  |                          |                          |                          |                          |                          |                          |  |  |  |  |  |  |  |  |  |  |
|  |  |                           |                           |                           |                           |                           |                           |                      |                      |                      |                      |           |           |                     |                     |                     |                     |                           |                           |                           |                           |                           |                           |                         |                         |                         |                         |                      |                      |                       |                       |                       |                       |                       |                       |  |  |                          |                          |                          |                          |                          |                          |  |  |  |  |  |  |  |  |  |  |
|  |  |                           |                           |                           |                           | Conrad II empereur        | Conrad II empereur        | Conrad II empereur   | Conrad II empereur   | Conrad II empereur   | Conrad II empereur   |           |           | Richezza de Pologne | Richezza de Pologne | Richezza de Pologne | Richezza de Pologne | Richezza de Pologne       | Richezza de Pologne       |                           |                           | Béla Ier roi de Hongrie   | Béla Ier roi de Hongrie   | Béla Ier roi de Hongrie | Béla Ier roi de Hongrie | Béla Ier roi de Hongrie | Béla Ier roi de Hongrie |                      |                      | Agathe ?              | Agathe ?              | Agathe ?              | Agathe ?              | Agathe ?              | Agathe ?              |  |  |                          |                          |                          |                          |                          |                          |  |  |  |  |  |  |  |  |  |  |
|  |  |                           |                           |                           |                           | Conrad II empereur        | Conrad II empereur        | Conrad II empereur   | Conrad II empereur   | Conrad II empereur   | Conrad II empereur   |           |           | Richezza de Pologne | Richezza de Pologne | Richezza de Pologne | Richezza de Pologne | Richezza de Pologne       | Richezza de Pologne       |                           |                           | Béla Ier roi de Hongrie   | Béla Ier roi de Hongrie   | Béla Ier roi de Hongrie | Béla Ier roi de Hongrie | Béla Ier roi de Hongrie | Béla Ier roi de Hongrie |                      |                      | Agathe ?              | Agathe ?              | Agathe ?              | Agathe ?              | Agathe ?              | Agathe ?              |  |  |                          |                          |                          |                          |                          |                          |  |  |  |  |  |  |  |  |  |  |
|  |  |                           |                           |                           |                           |                           |                           |                      |                      |                      |                      |           |           |                     |                     |                     |                     |                           |                           |                           |                           |                           |                           |                         |                         |                         |                         |                      |                      |                       |                       |                       |                       |                       |                       |  |  |                          |                          |                          |                          |                          |                          |  |  |  |  |  |  |  |  |  |  |
|  |  |                           |                           |                           |                           | Henri III empereur        |                           |                      |                      |                      |                      |           |           |                     |                     |                     |                     |                           |                           |                           |                           |                           |                           |                         |                         |                         |                         |                      |                      |                       |                       |                       |                       |                       |                       |  |  |                          |                          |                          |                          |                          |                          |  |  |  |  |  |  |  |  |  |  |